# Berenice
"Berenice" (v anglickém originále "Berenice – A Tale") je hororová povídka amerického spisovatele a literárního teoretika Edgara Allana Poea z roku 1835.
Poprvé byla publikována v periodiku Southern Literary Messenger v roce 1835. Příběh sleduje muže jménem Egeus, jenž se chystá ke svatbě se svou sestřenicí Berenice. Egeus trpí návaly zvláštního intenzivního soustředění, během nichž se zdá být duchem mimo realitu. Dokáže dlouhé hodiny pozorovat detaily a titěrnosti a rozjímat nad drobnostmi. Jedním z objektů jeho obsese se stanou Bereničiny zuby.

## Příběh
Kolik podob má zoufalství a strast. Radost plodí žal. Vzpomínka na minulost přináší muka nebo se úzkosti, jež prožíváme, zrodily z rozkoší, které jsme mohli prožívat.
Vypravěč Egeus, muž s chatrným zdravím a sužovaný zvláštní obsesí hovoří o svých vzpomínkách. Mládí proležel v knihách a prosnil, budoval kolem sebe paláce fantazie a realita na něj působila jako přelud. Dokud nenastal zlom v jeho životě.
Egeovu sestřenici Berenici, vitální čilou dívku překypující svěžestí, objekt Egeových představ postihne zákeřná psychická choroba. Často prodělává padoucnici zakončenou transem. U Egea se vyvine zvláštní druh maniacké posedlosti podobné katalepsii, chorobná citlivost ústící v mnohahodinové zaměření se na detail. Během tohoto chronického soustředění dokáže probloumat v úvahách nad stínem dopadajícím na podlahu, probdít noc s pohledem upřeným na plamen svíce, prosnít den nad vůní květiny či donekonečna opakovat jedno slovo. Nyní jej zaujme změněný tělesný stav své sestřenice, které ve slabé chvilce slíbí manželství. Obzvláště Egea fascinují její alabastrové zuby. Je jimi tak posedlý, že se mu stanou jediným předmětem svého abnormálního soustředění. V duchu si představuje, jak je bere do ruky, prohlíží si je ze všech stran, přemítá nad jejich pravidelností. Doslova po nich šílí a touží se jich zmocnit.
Jednoho večera jej informuje služebná, že Berenice již není mezi živými, ráno ji skolil silný záchvat epilepsie. Večer je její hrob připraven. Vypravěč ztrácí v tento moment příčetnost, jeho vědomí se zaplnilo bludy a děsuplnými podněty. V uších mu zní pronikavý výkřik ženského hlasu.
Uplyne blíže nespecifikovaná chvíle. Egeus se nachází ve svém pokoji. Podívá se na malou skříňku vedle hořící lampy, nedovede si vysvětlit, jak se zde ocitla. Má nejasnou děsivou předtuchu. Zrak mu utkví na otevřené stránce knihy, v níž je podtržena věta básníka Íbn Zijáda: "Říkali mi druhové, že navštívím-li hrob své milé, mým strastem se trochu uleví". Do komnaty vstoupí sluha a třaslavým hlasem mluví o zohyzděném těle v rubáši, které se hýbalo – dosud žilo! Ukáže prstem na Egeovy šaty, na nichž ulpěla krev.
Zděšený Egeus vyskočí a pokouší se otevřít skříňku, v rozechvění se mu to nedaří. Skříňka upadne na podlahu, rozpadne se a po podlaze se rozkutálí 32 bělostných zubů.

## Analýza
V povídce "Berenice" se autor drží tradice předchůdce hororu, gotického románu, po desetiletí oblíbeného žánru amerických a britských čtenářů. Poe své gotické příběhy učinil sofistikovanějšími, propracovanějšími, vystupňoval hrůzu více realistickými obrazy.
Tato povídka patří mezi autorovy nejděsivější. Když se vypravěč podívá na malou skříňku, která – jak podvědomě tuší – obsahuje sestřenčiny zuby a přečte si podtrženou latinsky psanou větu básníka Íbn Zijáda "Dicebant mihi sodales, si sepulchrum amicae visitarem, curas meas aliquantulum fore levatas" ("Říkali mi druhové, že navštívím-li hrob své milé, mým strastem se trochu uleví"), táže se sám sebe: "Proč mi ale při čtení těchto slov vstávaly vlasy na hlavě a krev mi tuhla v žilách?".
I když Poe nezachází do detailu a přímo nepopisuje způsob, jakým se dostaly Bereničiny zuby do skříňky, soudobí čtenáři byli zděšeni násilností příběhu a stěžovali si redaktorovi amerického časopisu Southern Literary Messenger. Autor staví vypravěče Egea do stavu podobném transu, v němž nebyl schopen reagovat na fakt, že sestřenice byla ještě živá a nechá jej dokončit hrůzný čin (který tedy není přímo popsán, Egeus si nepamatuje, co spáchal, má pouze tíživý dohad). V závěru povídky vyjde najevo, že sestřenici bylo vyrváno všech 32 zubů.
Poe zároveň poprvé zobrazil postavu sužovanou psychickou poruchou monománií, což v pozdější tvorbě vícekrát zopakoval.
Zuby symbolizují smrtelnost ve vícero Poeových povídkách. Vyskytují se např. v těchto: "Ohnivý kůň" (anglicky "Metzengerstein"), "Fakta případu monsieura Valdemara (anglicky "The Facts in the Case of M. Valdemar"), "Skokan" (anglicky "Hop-Frog").
Egeus a jeho sestřenice Berenice představují rozdílné charaktery. Egeus ztělesňuje intelektuálnost, je to tichý, osamocený muž, jehož obsese pouze zdůrazňují jeho zájem o studium a přemýšlivost. Berenice (dokud ji nepostihne záhadné psychické onemocnění) je vitální děvče radující se ze života a překypující čilostí. Jejím jediným smyslem v povídce (stejně jako je tomu u mnoha dalších autorových ženských postav v tvorbě) je "být krásná a zemřít". Egeus částečně ztratí o Berenici zájem poté, co ona onemocní; stane se mu objektem k analýze, ne však obdivu.
Mimochodem, "Berenice" je jedna z mála povídek, v níž autor vypravěče pojmenoval.

## Témata
Z různých často se opakujících témat v díle E. A. Poea lze v povídce "Berenice" nalézt:
- Smrt krásné dívky (též v eseji "Filosofie básnické skladby", povídkách "Ligeia", "Morella", "Medailon".
- Pohřbení zaživa (též v povídkách "Zánik domu Usherů", "Sud vína amontilladského", "Předčasný pohřeb".
- Psychické onemocnění (též v povídkách "Zánik domu Usherů", "Zrádné srdce", "Metoda doktora Téra a profesora Péra".
- Katalepsie (též v povídkách "Zánik domu Usherů", "Předčasný pohřeb".

## Česká a slovenská vydání
Česky nebo slovensky vyšla povídka v následujících sbírkách či antologiích:
- Anděl pitvornosti (Argo, 2007)
- Hrůzný stařec: Deset světových horrorů (Orbis, 1991)
- Jáma & kyvadlo a jiné fantastické příběhy (Nakladatelství XYZ, 2007)
- Jáma a kyvadlo a jiné povídky (Odeon 1975, 1978, 1987, 1988 a Levné knihy KMa 2002[9])
- Lupiči mrtvol: Světové horory (Orbis, 1970)
- Předčasný pohřeb: Horrory a jiné děsivé příběhy (Hynek s.r.o., 1999)
- Zrádné srdce: Výbor z díla, (Naše vojsko, 1959, překlad Josef Schwarz, vázaná s papírovým přebalem, 676 stran)
- (slovensky) Zlatý skarabeus (Tatran, 1967, 295 stran)